# Samenstelling Belgische Senaat 2014-2019
De lijst van leden van de Belgische Senaat van 2014 tot 2019. De legislatuur liep van 3 juli 2014 tot 29 maart 2019.

## Hervormde samenstelling
Een belangrijke wijziging bij de verkiezingen van 25 mei 2014 was het feit dat voor de allereerste maal door de kiezers geen rechtstreeks verkozen senatoren meer verkozen werden. In het Vlinderakkoord van 2011 werd immers beslist om de Senaat niet meer rechtstreeks te laten verkiezen, maar het te laten functioneren als een ontmoetingsplaats voor de leden van de deelstaatparlementen.
Ook de senatoren van rechtswege werden afgeschaft. Grondwettelijk konden de kinderen van een regerende vorst vanaf hun achttien jaar beëdigd worden als senator van rechtswege. Sinds de eedaflegging van koning Filip op 21 juli 2013 waren er geen senatoren van rechtswege meer. Het Vlinderakkoord laat niet meer toe dat kroonprinses Elisabeth in 2019 senator van rechtswege zou worden, noch dat haar jongere broers of zus deze positie zouden verwerven.
De Senaat, voor de eerste maal in nieuwe samenstelling, telt 50 deelstaatsenatoren: 29 Nederlandstaligen, 20 Franstaligen en 1 Duitstalige. De 10 gecoöpteerde senatoren blijven wel behouden. De Senaat zal slechts één keer per maand samenkomen en zal enkel nog bevoegd zijn voor de staatshervorming en het koningshuis. De Senaat zal dus geen onderzoekscommissies meer kunnen organiseren en geen mondelinge vragen meer kunnen stellen.
De samenstelling is als volgt:
- 29 senatoren aangewezen door het Vlaams Parlement uit het Vlaams Parlement of uit de Nederlandse taalgroep van het Brussels Hoofdstedelijk Parlement
- 10 senatoren aangewezen door en uit het Parlement van de Franse Gemeenschap (die zelf is samengesteld uit alle leden van het Waals Parlement en enkele leden van de Franse taalgroep van het Brussels Hoofdstedelijk Parlement)
- 8 senatoren aangewezen door en uit het Waals Parlement
- 2 senatoren aangewezen door en uit de Franse taalgroep van het Brussels Hoofdstedelijk Parlement
- 1 senator aangewezen door en uit het Parlement van de Duitstalige Gemeenschap
- 6 senatoren, gecoöpteerd door de 29 Nederlandstalige senatoren (verdeeld op basis van de verkiezingsuitslag van de Kamer van volksvertegenwoordigers)
- 4 senatoren, gecoöpteerd door de 20 Franstalige senatoren (idem)

In totaal telt de nieuwe Senaat 60 senatoren: 35 Nederlandstaligen (58,3%), 24 Franstaligen (40 %) en 1 Duitstalige (1,7 %). De eedaflegging van de 50 deelstaatsenatoren gebeurde op donderdag 3 juli 2014, die van de gecoöpteerde senatoren op donderdag 10 juli 2014.

## Samenstelling
| Begin legislatuur (2014) | Begin legislatuur (2014) | Begin legislatuur (2014) | Einde legislatuur (2019) | Einde legislatuur (2019) | Einde legislatuur (2019) |
| Fractie                  | Fractie                  | Zetels                   | Fractie                  | Fractie                  | Zetels                   |
| ------------------------ | ------------------------ | ------------------------ | ------------------------ | ------------------------ | ------------------------ |
|                          | N-VA                     | 12                       |                          | N-VA                     | 12                       |
|                          | PS                       | 9                        |                          | PS                       | 10                       |
|                          | MR                       | 9                        |                          | CD&V                     | 8                        |
|                          | CD&V                     | 8                        |                          | MR                       | 7                        |
|                          | Ecolo-Groen              | 6                        |                          | Ecolo-Groen              | 6                        |
|                          | Open Vld                 | 5                        |                          | Open Vld                 | 5                        |
|                          | sp.a                     | 5                        |                          | sp.a                     | 5                        |
|                          | cdH                      | 4                        |                          | cdH                      | 4                        |
|                          | Vlaams Belang            | 2                        |                          | Vlaams Belang            | 2                        |
|                          |                          |                          |                          | Onafhankelijk            | 1                        |

Wijzigingen in fractiesamenstelling:
- In 2016 neemt Alexander Miesen (MR) ontslag als Duitstalig gemeenschapssenator. Hij wordt vervangen door Karl-Heinz Lambertz (PS). Hierdoor wijzigen de fractiegroottes: de PS-fractie telt voortaan tien leden, de MR-fractie acht.
- In 2019 verlaat Alain Destexhe de MR-fractie. Hij zetelt vanaf dan als onafhankelijke.

## Lijst van de senatoren
| Senator                   | Partij   | Taalgroep  | Aanduiding                                                                                          | Opmerkingen |
| ------------------------- | -------- | ---------- | --------------------------------------------------------------------------------------------------- | --- |
| Bert Anciaux              | sp.a     | Nederlands | Gecoöpteerd                                                                                         | Voorzitter van de sp.a-fractie. |
| Anne Barzin               | MR       | Frans      | Gecoöpteerd                                                                                         | Voorzitter van de MR-fractie vanaf 31 juli 2017. |
| Christophe Bastin         | cdH      | Frans      | Gecoöpteerd                                                                                         | |
| Jan Becaus                | N-VA     | Nederlands | Gecoöpteerd                                                                                         | |
| Rob Beenders              | sp.a     | Nederlands | Door en uit het Vlaams Parlement                                                                    | Vervangt vanaf 22 april 2016 Ingrid Lieten, die uit de nationale politiek stapt. |
| Jacques Brotchi           | MR       | Frans      | Door en uit de Franse taalgroep van het Brussels Hoofdstedelijk Parlement                           | Bureaulid tot 14 oktober 2014 en vanaf 14 december 2018 senaatsvoorzitter en voorzitter van de commissie Institutionele Hervormingen. |
| Karin Brouwers            | CD&V     | Nederlands | Door en uit het Vlaams Parlement                                                                    | Vanaf 7 januari 2019 voorzitter van de commissie Transversale Aangelegenheden - Gewestbevoegdheden. |
| Lionel Bajart             | Open Vld | Nederlands | Door en uit het Vlaams Parlement                                                                    | Vervangt vanaf 9 oktober 2018 Ann Brusseel, die directrice van de Erasmushogeschool Brussel wordt. |
| Joris Poschet             | CD&V     | Nederlands | Door en uit het Vlaams Parlement                                                                    | Vervangt vanaf 28 april 2017 Sonja Claes, die voltijds lid wordt van het Vlaams Parlement. |
| Cathy Coudyser            | N-VA     | Nederlands | Door en uit het Vlaams Parlement                                                                    | |
| Rik Daems                 | Open Vld | Nederlands | Door en uit het Vlaams Parlement                                                                    | Vanaf 11 januari 2019 voorzitter van de Open Vld-fractie. |
| Sabine de Bethune         | CD&V     | Nederlands | Door en uit het Vlaams Parlement                                                                    | Senaatsvoorzitter tot 14 oktober 2014, bureaulid van 14 oktober 2014 tot 11 januari 2019 en vanaf 11 januari 2019 voorzitter van de CD&V-fractie. |
| Nadia Sminate             | N-VA     | Nederlands | Door en uit het Vlaams Parlement                                                                    | Vervangt vanaf 11 januari 2019 Piet De Bruyn, die schepen van Rotselaar wordt. De Bruyn zelf verving vanaf 29 juli 2014 Geert Bourgeois, die minister in de Vlaamse Regering werd. |
| Gilles Mouyard            | MR       | Frans      | Door en uit het Waals Parlement                                                                     | Vervangt vanaf 1 september 2017 Valérie De Bue, die minister in de Waalse Regering wordt. |
| Philippe Dodrimont        | MR       | Frans      | Door en uit het Waals Parlement                                                                     | Vervangt vanaf 14 december 2018 Christine Defraigne, die schepen van Luik wordt. Defraigne was voorzitter van de MR-fractie tot 14 oktober 2014 en van 14 oktober 2014 tot 3 december 2018 senaatsvoorzitter en voorzitter van de commissie Institutionele Hervormingen.                                       |
| Freya Saeys               | Open Vld | Nederlands | Door en uit het Vlaams Parlement                                                                    | Vervangt vanaf 11 januari 2019 Jean-Jacques De Gucht, die schepen van Aalst wordt. De Gucht was voorzitter van de Open Vld-fractie van 16 juli 2014 tot 31 december 2018. |
| Peter Wouters             | N-VA     | Nederlands | Door en uit het Vlaams Parlement                                                                    | Vervangt vanaf 11 januari 2019 Annick De Ridder, die schepen van Antwerpen wordt. De Ridder was voorzitter van de N-VA-fractie tot 7 januari 2019. |
| François Desquesnes       | cdH      | Frans      | Door en uit het Waals Parlement                                                                     | Voorzitter van de cdH-fractie. |
| Alain Destexhe            | MR       | Frans      | Door en uit het Parlement van de Franse Gemeenschap                                                 | Zetelt vanaf 29 maart 2019 als onafhankelijke. |
| Olivier Destrebecq        | MR       | Frans      | Door en uit het Waals Parlement                                                                     | |
| Petra De Sutter           | Groen    | Nederlands | Gecoöpteerd                                                                                         | |
| Guy D'haeseleer           | VB       | Nederlands | Door en uit het Vlaams Parlement                                                                    | |
| Nadia El Yousfi           | PS       | Frans      | Door en uit het Parlement van de Franse Gemeenschap                                                 | |
| Yves Evrard               | MR       | Frans      | Door en uit het Parlement van de Franse Gemeenschap                                                 | |
| Orry Van de Wauwer        | CD&V     | Nederlands | Door en uit het Vlaams Parlement                                                                    | Vervangt vanaf 11 januari 2019 Cindy Franssen, die schepen van Oudenaarde wordt. |
| Latifa Gahouchi           | PS       | Frans      | Door en uit het Waals Parlement                                                                     | |
| Brigitte Grouwels         | CD&V     | Nederlands | Door het Vlaams Parlement uit de Nederlandse taalgroep van het Brussels Hoofdstedelijk Parlement    | Vervangt vanaf 29 juli 2014 Bianca Debaets, die minister in de Brusselse Hoofdstedelijke Regering wordt. Grouwels is vanaf 11 januari 2019 bureaulid. |
| Andries Gryffroy          | N-VA     | Nederlands | Door en uit het Vlaams Parlement                                                                    | Vervangt vanaf 29 juli 2014 Philippe Muyters, die minister in de Vlaamse Regering wordt. Gryffroy is vanaf 11 januari 2019 bureaulid. |
| Philippe Henry            | Ecolo    | Frans      | Door en uit het Waals Parlement                                                                     | |
| Simone Susskind           | PS       | Frans      | Door en uit de Franse taalgroep van het Brussels Hoofdstedelijk Parlement                           | Vervangt vanaf 24 november 2017 Véronique Jamoulle, die voltijds Brussels Hoofdstedelijk Parlementslid en lid van het Parlement van de Franse Gemeenschap wordt. |
| Anne Lambelin             | PS       | Frans      | Door en uit het Waals Parlement                                                                     | |
| Lieve Maes                | N-VA     | Nederlands | Door en uit het Vlaams Parlement                                                                    | Bureaulid tot 11 januari 2019 en ondervoorzitter vanaf 11 januari 2019. |
| Christophe Lacroix        | PS       | Frans      | Gecoöpteerd                                                                                         | Werd van 29 juli 2014 tot 28 juli 2017 als minister in de Waalse Regering vervangen door Philippe Mahoux. Lacroix was voorzitter van de PS-fractie tot 22 juli 2014, een functie die hij opnieuw uitoefende vanaf 1 september 2017. Mahoux was van 29 juli 2014 tot 28 juli 2017 voorzitter van de PS-fractie. |
| Bertin Mampaka Mankamba   | cdH      | Frans      | Door en uit het Parlement van de Franse Gemeenschap                                                 | |
| Elisabeth Meuleman        | Groen    | Nederlands | Door en uit het Vlaams Parlement                                                                    | Voorzitter van de Ecolo-Groen-fractie. |
| Karl-Heinz Lambertz       | PS       | Duits      | Door en uit het Parlement van de Duitstalige Gemeenschap                                            | Vervangt vanaf 11 oktober 2016 Alexander Miesen (MR), die voorzitter van het Parlement van de Duitstalige Gemeenschap wordt. |
| Christie Morreale         | PS       | Frans      | Door en uit het Parlement van de Franse Gemeenschap                                                 | |
| Jan Peumans               | N-VA     | Nederlands | Door en uit het Vlaams Parlement                                                                    | |
| Patrick Prévot            | PS       | Frans      | Door en uit het Parlement van de Franse Gemeenschap                                                 | |
| Hélène Ryckmans           | Ecolo    | Frans      | Door en uit het Parlement van de Franse Gemeenschap                                                 | |
| Annemie Maes              | Groen    | Nederlands | Door het Vlaams Parlement en uit de Nederlandse taalgroep van het Brussels Hoofdstedelijk Parlement | Vervangt vanaf 18 november 2016 Hermes Sanctorum, die uit Groen stapt en zijn zetel aan zijn partij teruggeeft. Sanctorum verving vanaf 24 april 2015 Wouter Van Besien, die Groen-fractieleider in de gemeenteraad van Antwerpen werd en dit niet wilde cumuleren met het mandaat van senator.                |
| Katia Segers              | sp.a     | Nederlands | Door en uit het Vlaams Parlement                                                                    | |
| Willem-Frederik Schiltz   | Open Vld | Nederlands | Door en uit het Vlaams Parlement                                                                    | Vervangt vanaf 22 februari 2019 Martine Taelman, die voorzitter van het Bijzonder Comité voor Sociale Dienst in Grobbendonk wordt. Taelman was voorzitter van de Open Vld-fractie tot 16 juli 2014. |
| Cécile Thibaut            | Ecolo    | Frans      | Gecoöpteerd                                                                                         | |
| Güler Turan               | sp.a     | Nederlands | Door en uit het Vlaams Parlement                                                                    | |
| Benjamin Dalle            | CD&V     | Nederlands | Gecoöpteerd                                                                                         | Vervangt vanaf 11 januari 2019 Steven Vanackere, die directeur bij de Nationale Bank wordt. Vanackere was tot 2 januari 2019 voorzitter van de CD&V-fractie en voorzitter van de commissie Transversale Aangelegenheden - Gewestbevoegdheden.                                                                  |
| Danielle Godderis-T'Jonck | N-VA     | Nederlands | Door en uit het Vlaams Parlement                                                                    | Vervangt vanaf 11 januari 2019 Wilfried Vandaele, die burgemeester van De Haan wordt. |
| Pol Van Den Driessche     | N-VA     | Nederlands | Gecoöpteerd                                                                                         | Voorzitter van de commissie Transversale Aangelegenheden - Gemeenschapsbevoegdheden. |
| Anke Van dermeersch       | VB       | Nederlands | Door en uit het Vlaams Parlement                                                                    | Voorzitter van de VB-fractie. |
| Miranda Van Eetvelde      | N-VA     | Nederlands | Door en uit het Vlaams Parlement                                                                    | Vervangt vanaf 14 oktober 2014 Elke Sleurs, die staatssecretaris in de Federale regering wordt. |
| Jan Van Esbroeck          | N-VA     | Nederlands | Door en uit het Vlaams Parlement                                                                    | Vervangt vanaf 29 juli 2014 Ben Weyts, die minister in de Vlaamse Regering wordt. |
| Karl Vanlouwe             | N-VA     | Nederlands | Door en uit het Vlaams Parlement                                                                    | Ondervoorzitter tot 9 januari 2019 en voorzitter van de N-VA-fractie vanaf 9 januari 2019. |
| Bart Van Malderen         | sp.a     | Nederlands | Door en uit het Vlaams Parlement                                                                    | |
| Valerie Taeldeman         | CD&V     | Nederlands | Door en uit het Vlaams Parlement                                                                    | Vervangt vanaf 22 februari 2019 Peter Van Rompuy, die CD&V-fractieleider in het Vlaams Parlement wordt. |
| Lode Vereeck              | Open Vld | Nederlands | Gecoöpteerd                                                                                         | |
| Johan Verstreken          | CD&V     | Nederlands | Door en uit het Vlaams Parlement                                                                    | |
| Christiane Vienne         | PS       | Frans      | Door en uit het Parlement van de Franse Gemeenschap                                                 | |
| Jean-Paul Wahl            | MR       | Frans      | Door en uit het Waals Parlement                                                                     | Voorzitter van de MR-fractie van 23 oktober 2014 tot 28 juli 2017. |
| Véronique Waroux          | cdH      | Frans      | Door en uit het Parlement van de Franse Gemeenschap                                                 | |
| Olga Zrihen               | PS       | Frans      | Door en uit het Waals Parlement                                                                     | Ondervoorzitter. |

## Commissies
Ten gevolge van de hervorming van de Senaat blijven er maar drie vaste commissies over:
- Commissie voor de Institutionele Aangelegenheden, voorgezeten door Senaatsvoorzitster Christine Defraigne (MR)
- Commissie voor de Transversale Aangelegenheden - Gemeenschapsbevoegdheden, voorgezeten door Pol Van Den Driessche (N-NA)
- Commissie voor de Transversale Aangelegenheden - Gewestbevoegdheden, voorgezeten door Steven Vanackere (CD&V)

## Legende
- CD&V: Christen-Democratisch en Vlaams
- N-VA: Nieuw-Vlaamse Alliantie
- Open Vld: Open Vlaamse Liberalen en Democraten
- sp.a: Socialistische Partij Anders
- VB: Vlaams Belang
- Groen
- MR: Mouvement réformateur
- PS: Parti socialiste
- cdH: Centre démocrate humaniste
- Ecolo: Ecologistes Confédérés pour l'Organisation de Luttes Originales